# نولان شجيري
نولان شجيري (الاسم العلمي:Nolana fruticosa) هو نوع نباتي يتبع جنس النولان من فصيلة الباذنجانية.